# كارلوس هنريكي دي مورا بريتو
كارلوس هنريكي دي مورا بريتو المعروف بـكارلاو (3 يوليو 1992 بـريبيراو بريتو في البرازيل - ) هو لاعب كرة قدم برازيلي يلعب في مركز الهجوم.

## مسيرة اللاعب
لعب مع باوليستا ونادي اتلتيكو سوروكابا ونادي سي آر بي ونادي كابيفاريانو ونادي بوتافوغو اس بي ونادي بارانا ونادي ساو كايتانو ونادي سامبايو كوريا ونادي ميراسول وجريميو نوفوريزونتينو ونادي الجبلين ونادي القادسية.

## روابط خارجية
- كارلوس هنريكي دي مورا بريتو على موقع قاعدة بيانات كرة القدم.إي يو (الإنجليزية)
- كارلوس هنريكي دي مورا بريتو على موقع Soccerway.com (الإنجليزية)